# Tống Văn công
Tống Văn công (chữ Hán: 宋文公, ?-589 TCN, trị vì 611 TCN-589 TCN), tên thật là Tử Bão Cách (子鮑革) hay Tử Bão (子鮑), là vị vua thứ 24 của nước Tống - chư hầu nhà Chu trong lịch sử Trung Quốc.
Tử Bão là con trai thứ của Tống Thành công, vua thứ 21 của nước Tống và là em của Tống Chiêu công, vị vua thứ 23 của nước Tống.

## Lên ngôi
Tử Bão đẹp trai, biết lễ nghĩa, kết giao với nhiều quý tộc và đại phu trong nước. Bà nội là Vương cơ thích ông, muốn thông dâm, tuy không được toại nguyện nhưng vẫn vì yêu ông mà bỏ tiền giúp việc phát lương thực cho dân nghèo và giao hảo với các quan lại trong nước nhằm làm tăng uy tín cho ông.
Trong khi đó, vua anh Tống Chiêu công lại thiếu uy tín với nhân dân vì mải chơi bời. Năm 611 TCN, bà nội dụ Chiêu công đi săn để giết. Tống Chiêu công biết ý đồ của bà nội, nhưng vẫn đi săn và bị bà nội sai người giết chết. Tử Bão được lập lên làm vua, tức là Tống Văn công.

## Quan hệ với chư hầu
Năm 610 TCN, đại phu Tuân Lâm Phủ nước Tấn hội quân các nước Vệ, Trịnh, Tào, Trần cùng sang đánh nước Tống để hỏi về việc giết vua cướp ngôi. Sau khi Tống Văn công phân trần, quân chư hầu sau đó thừa nhận vua mới, rút quân về.
Năm 608 TCN, Tống Văn công sợ em cùng mẹ là Tử Tu tranh quyền bèn giết Tu, sau đó lại giết một người cháu là con Tống Chiêu công. Con vua anh Tống Chiêu công kích động các chi tộc họ Vũ (chi quý tộc, dòng dõi Tống Vũ công) trong nước phế Văn công lập người khác, vì vậy ông sai họ Đái và họ Hoàn (dòng dõi quý tộc của Tống Đái công và Tống Hoàn công) đánh họ Vũ. Họ Vũ chạy sang nước Tào mượn quân đánh Tống nhưng cuối cùng thất bại. Tống Văn công ghét nước Tào, bèn điều quân sang đánh phá một trận.
Năm 608 TCN, Sở Trang vương cùng Trịnh Mục công mang quân đánh nước Trần và nước Tống vì cớ hai nước dự hội thề với nước Tấn. Tướng Triệu Thuẫn nước Tấn mang quân đi cứu nước Trần, Tống. Sau khi giải vây, quân Sở và Trịnh rút lui. Tống Văn công lại cùng Trần Linh công hội binh với Tấn đánh Trịnh. Tướng Sở là Vỉ Giả cứu Trịnh, bắt được tướng Tấn là Giải Dương. Quân Tấn phải rút lui.
Năm 607 TCN, Trịnh và Tống nổ ra chiến tranh vì Trịnh theo Sở mà Tống theo Tấn. Trịnh Mục công cử em là công tử Quy Sinh ra trận giao tranh với tướng Tống là Hoa Nguyên. Hôm ra trận, Hoa Nguyên có giết thịt dê đãi tướng sĩ, nhưng lại quên mất phần cho người đánh xe là Dương Châm. Vì vậy Dương Châm thù Hoa Nguyên, khi ra trận, Dương Châm tuyên bố trả thù và đánh xe của Hoa Nguyên thẳng vào chỗ quân Trịnh cho quân Trịnh bắt Hoa Nguyên, còn mình bỏ trốn. Kết quả quân Tống bại trận, Quy Sinh đánh bại, giết hơn 100 quân Tống, ngoài Hoa Nguyên còn bắt sống Nhạc Lữ cùng 460 cỗ chiến xa và 250 quân sĩ, quân Tống tan vỡ.
Tống Văn công sai mang hơn 100 cỗ xe 4 ngựa sang quân Trịnh để chuộc Hoa Nguyên. Khi mới bàn giao sang nửa số xe thì Hoa Nguyên đã trốn thoát về. Đến cổng thành, Hoa Nguyên gặp lại Dương Châm nhưng không đổ lỗi cho Dương Châm mà nói rằng tại ngựa không tốt. Nhưng Dương Châm tự nhận lỗi của mình và bỏ trốn sang nước Lỗ.
Sau đó Tống Văn công lại hội binh với Triệu Thuẫn nước Tấn và Vệ, Trần cùng đánh Trịnh. Tướng Sở là Đấu Tiêu đóng quân cứu Trịnh. Liên quân phải rút về.
Năm 599 TCN, vì nước Đằng ngả theo Tấn không phụng thờ Tống, Tống Văn công mang quân đánh phá nước Đằng.
Năm 597 TCN, Tống Văn công mang quân đánh nước Trần, vì Trần theo Sở. Vệ Mục công dù đã cùng thề với nước Tống, vẫn mang quân cứu Trần. Quân Tống phải rút lui.
Năm 595 TCN, Sở Trang vương sai Thân Vô Úy đi sứ nước Tề, lệnh khi đi qua nước Tống thì cố ý không xin phép để tỏ ra coi khinh nước Tống. Thân Vô Úy biết làm vậy sẽ chết nên tiến cử con làm quan rồi lên đường. Tướng Hoa Nguyên nước Tống tức giận việc Thân Vô Úy đi qua không thèm xin phép nước Tống là coi khinh nước Tống không chủ, nên giết Vô Úy. Sở Trang vương tức giận bèn khởi binh đánh Tống, có nước Trịnh cùng hợp binh.
Tống Văn công sai Nhạc Anh Tề sang nước Tấn cầu cứu. Tấn Cảnh công muốn cứu Tống, nhưng Bá Tôn can không nên vì Sở mạnh, Tấn không đủ sức chống lại. Vua Tấn bèn thôi, sai Giải Dương đi sứ sang Tống, khuyên cứ tử thủ vì quân Tấn sắp đến. Giải Dương gần đến nơi thì bị quân Trịnh bắt được, nộp cho Sở Trang vương. Trang vương thưởng hậu cho Giải Dương, đề nghị sửa lời vua Tấn, báo cho Tống biết là quân Tấn không đến. Thuyết phục đến lần thứ 3 thì Giải Dương đồng ý. Nhưng khi đến trước thành nước Tống, Giải Dương lại nói to cho trong thành biết quân Tấn sẽ đến. Sở Trang vương tức giận vì Giải Dương nuốt lời, bèn sai mang chém. Giải Dương phân tích lý do vì làm theo lệnh của vua Tấn không thể trái. Sở Trang vương cảm phục lòng trung, bèn thả Giải Dương về nước Tấn.
Sở Trang vương nghe theo kế của Thân Thúc, cho dựng nhiều nhà cửa tại chỗ, chia quân một phần cho đi làm ruộng để tỏ ý muốn chiếm nước Tống. Nước Tống bị vây bức, cố thủ chờ viện binh nước Tấn. Thấy quân Sở muốn trụ lại lâu dài, rất lo lắng. Phía quân Sở chỉ còn lương thực trong 7 ngày, chuẩn bị rút lui, còn người nước Tống cũng hết lương, phải đổi con cho nhau ăn thịt, lấy xương khô làm củi, nhưng không chịu đầu hàng. Trong tình thế nguy cấp, tướng Hoa Nguyên lẻn vào trại quân Sở giữa đêm, đến giường nằm của tướng Sở là công tử Trắc, thuật lại tình hình trong thành, và đề nghị quân Sở hãy rút lui 30 dặm để người Tống kiếm lương, nước Tống xin thần phục. Bị Hoa Nguyên uy hiếp, công tử Trắc phải thề với Hoa Nguyên, rồi đề nghị với Sở Trang vương. Sở Trang vương bằng lòng lui binh 30 dặm, nới vòng vây cho nước Tống. Tống Văn công sai người sang nghị hòa, rồi hai nước giảng hòa với nhau.
Năm 589 TCN, Tống Văn công qua đời. Ông ở ngôi tất cả 22 năm. Con ông là Tử Hà lên kế vị, tức Tống Cung công.